# Ceala, Smolean
Ceala (în bulgară Чала) este un sat în comuna Borino, regiunea Smolean,  Bulgaria. 

## Demografie
Componența etnică a satului Ceala
     Bulgari (43,78%)
     Nicio identificare (41,42%)
     Turci (6,5%)
     Romi (0%)
     Altele (8,28%)
La recensământul din 2011, populația satului Ceala era de 169 locuitori. Nu există o etnie majoritară, locuitorii fiind bulgari (43,78%) și turci (6,5%). Pentru 41,42% din locuitori nu este cunoscută apartenența etnică.